# Pandarus sinuatus
Pandarus sinuatus is een eenoogkreeftjessoort uit de familie van de Pandaridae. De wetenschappelijke naam van de soort is voor het eerst geldig gepubliceerd in 1818 door Thomas Say.
Het is een parasiet, ongeveer een halve centimeter lang, die leeft op het lichaam van de donkere toonhaai (Squalus canis), en zich vooral vasthecht aan de basis van de vinnen.